# Profezia di un delitto (film 2004)
Profezia di un delitto (5ive Days to Midnight) è una miniserie televisiva del 2004 diretto da Michael W. Watkins, originariamente trasmesso negli Stati Uniti dalla rete via cavo Sci Fi Channel diviso in quattro parti, mentre in Italia è stato trasmesso come un unico film.

## Trama
Il film narra le vicende di un vedovo professore di fisica alle prese con una strana valigetta proveniente dal futuro con all'interno dei documenti molto particolari: il fascicolo dell'indagine della sua morte. Il professore avrà solo cinque giorni per capire se si tratta solo di un brutto scherzo oppure se la sua vita è veramente in pericolo. Alla fine scoprirà che la valigetta è stata mandata dalla figlia dal futuro per salvare il padre nel presente.